# Matelea pacifica
Matelea pacifica är en oleanderväxtart som beskrevs av Krings och Saville. Matelea pacifica ingår i släktet Matelea och familjen oleanderväxter. Inga underarter finns listade i Catalogue of Life.